# ويليام هولمز (لاعب كريكت)
ويليام هولمز (29 أكتوبر 1885 في المملكة المتحدة - 6 ديسمبر 1951 في المملكة المتحدة) (بالإنجليزية: William Holmes)‏ هو لاعب كريكت بريطاني وبريطاني (وحمل سابقاً جنسية المملكة المتحدة لبريطانيا العظمى وأيرلندا). لعب مع نادي مقاطعة نوتنغهامشير للكريكت ‏.

## وصلات خارجية
- ويليام هولمز على موقع إي آس بي آن كريك إنفو (الإنجليزية)